# Ducks Deluxe
Ducks Deluxe (deutsch: Enten deluxe), oft kurz als The Ducks bezeichnet, waren eine britische Band des Pub Rock, die von 1972 bis 1975 aktiv war. Zu ihrer Zeit kommerziell nicht sehr erfolgreich, gelten sie mittlerweile als Pioniere des Genres. In den 2000er Jahren gaben sie mit einem dritten Album ihr Comeback.

## Bandgeschichte
Sean Tyla, Martin Belmont (beide Gitarre), Ken Whaley (E-Bass), zuvor und später erneut bei Help Yourself, und Michael Cousins (Schlagzeug, bekannt als „Magic Michael“) gründeten die Band 1972. Die beiden Erstgenannten waren zuvor Roadies gewesen, Belmont bei Brinsley Schwarz, Tyla bei Help Yourself. Tim Roper ersetzte kurz darauf Cousins, Nick Garvey, vormaliger Roadie bei den Flamin’ Groovies, ersetzte Whaley. Die Gruppe benannte sich nach einem Geldspielautomaten in der Autobahnraststätte an der Severn-Brücke. Sie spielten in den Londoner Musik-Pubs wie The Kensington, Nashville und Hope and Anchor mit ähnlichen Gruppen wie Brinsley Schwarz, Bees Make Honey oder Kilburn and the High Roads. Dabei waren sie, so Eamonn Percival 1978 in International Music, „ohne Zweifel einer der Vorreiter (und eine der besten) der Pubrock-Bands [in London] der frühen 1970er-Jahre“.

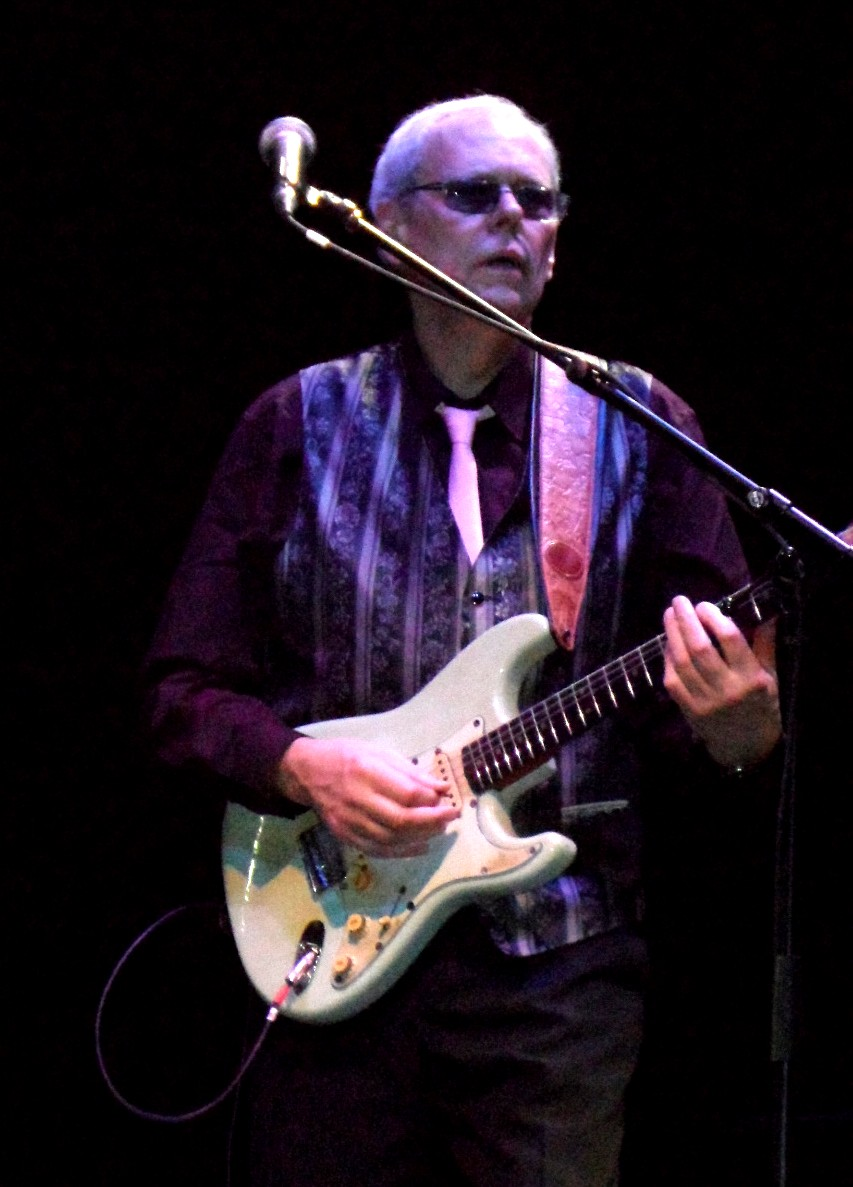
Martin Belmont (2012)

Bei ihren Konzerten spielten sie eigene Songs, aber auch bekannte Hits wie von Chuck Berry und den Rolling Stones und „waren besonders gut mit langsamem Blues wie [Berrys] Wee Wee Hours.“ Greg Shaw vom Rolling Stone urteilte „…eine klassische britische Rockband, voller Referenzen an die 1950er, mit gleichwertiger Verwurzelung in den 1970ern und einer Hingabe, Menschen sich wohlfühlen zu lassen.“ Belmont selbst sagte dazu im Sommer 1973: 

„Wir versuchen nicht, irgendjemanden mit musikalischen Feinheiten zu beeindrucken, und das ist auch gut so. Wir spielen Musik, damit Leute eine gute Zeit haben. Und die Atmosphäre bei den Gigs ist ein bisschen wie in den frühen 60ern, als die Yardbirds bekannt wurden.“

Ducks Deluxe veröffentlichten im Februar 1974 ihr erstes Album, Ducks Deluxe. Ed Ward konstatierte ihnen in Creed, es sei „kein Glitter, keine Großspurigkeit, nur gute, tanzbare, unterhaltende Musik“. Nach einer Tour als Vorgruppe von Lou Reed wurde im Sommer 1974 mit Andy McMasters ein Keyboarder rekrutiert, gegen den Willen von Tyla. Das mit McMasters aufgenommene, von Dave Edmunds produzierte Album Taxi to the Terminal Zone kam im Februar 1975 in den Handel. Es enthielt ihren wohl kommerziellsten Song Love’s Melody, den einzigen, den McMasters geschrieben hatte. Noch vor der Veröffentlichung der LP hatten McMasters und Garvey die Band wegen der künstlerischen Differenzen mit Tyla verlassen, sie wurden durch Micky Groome ersetzt. Die Band kam zurück zur von Tyla präferierten instrumentalen Besetzung. Diese nahm die letzte, insgesamt fünfte Single von Ducks Deluxe auf, eine Coverversion von I Fought the Law, sowie drei weitere Tracks, die mit I Fought the Law in den Niederlanden und Frankreich als EP erschienen. Charthits konnten sie weder damit noch mit den Alben erlangen. Drummer Roper verließ anschließend ebenfalls das Lineup. Für eine Tour auf dem europäischen Festland 1975 vervollständigten Billy Rankin und Brinsley Schwarz – beide von der nach letzterem benannten Band, die sich kurz zuvor aufgelöst hatte – Ducks Deluxe. Anschließend beschloss Tyla, einen Schlussstrich unter die Bandgeschichte zu ziehen. Am 1. Juli 1975 spielten Tyla, Belmont, Groome und Rankin im Londoner 100 Club das vorläufig letzte Konzert von Ducks Deluxe.

## Nach der Trennung
Sean Tyla gründete die Tyla Gang und hatte 1981 als Solokünstler einen Hit in Deutschland, Breakfast in Marin. Martin Belmont und Brinsley Schwarz wurden Mitbegründer von The Rumour. Nick Garvey und Andy McMasters waren ab 1977 mit The Motors erfolgreich. Micky Groome spielte später mit Tyla in The Force.
Nachdem die Band auseinandergebrochen war, dauerte es nicht lange, bis ihre Aufnahmen wiederveröffentlicht wurden. Die ehemaligen Bandmitglieder hatten durch ihren Erfolg mit neuen Bands das Interesse geweckt. Vor allem in den USA waren sie gefragt, wo Belmont und Schwarz mit Graham Parker and the Rumour ein großes Publikum hatten. So wurde hier 1978 das Compilation-Album Don’t Mind Rockin’ Tonite veröffentlicht, vor allem mit Titeln der ersten LP.

## Reunion
Dieselbe Besetzung, die das Abschiedskonzert gegeben hatte, fand sich mehr als 32 Jahre später, am 9. Oktober 2007, erneut im 100 Club ein: Ducks Deluxe feierten ihre Wiedervereinigung. Das Konzert war für Tyla und Belmont der Startschuss für eine neue Zusammenarbeit. Im Jahr 2009 erschien eine Sechs-Track-CD Box of Shorts der beiden (mit Jim Russell und Kevin Foster an Bass respektive Schlagzeug) wieder unter dem Namen Ducks Deluxe. Die Band tourte, geplante Aufnahmen kamen nicht zustande, so dass 2010 die CD Side Tracks & Smokers mit nur einem neu aufgenommenen Track, Liveaufnahmen aus dem Jahr 2009 und wiederentdeckten Rough Mixes aus der Anfangszeit herauskam.
Im folgenden Jahr gab es eine Live-CD Riviera Shuffle mit Aufnahmen von einer viertägigen Konzertreihe in Monaco, 2013 eine weitere mit Live-Aufnahmen aus London im September 2012, Rockin’ at the Moon; an dem Konzert war auch Brinsley Schwarz wieder beteiligt. Ihren letzten Liveauftritt hatte Ducks Deluxe am 22. Dezember 2013.

## Diskografie
Alben (ohne Kompilationen)
- 1974: Ducks Deluxe (RCA)
- 1975: Taxi to the Terminal Zone (RCA)
- 2009: Box of Shorts (Hawkhead, Mini-CD)
- 2010: Side Tracks & Smokers (Jungle)
- 2011: Riviera Shuffle (Jungle, Live-CD)
- 2013: Rockin’ at the Moon (Mystic, Live-CD)

Singles
- 1973: Coast to Coast / Bring Back That Packard Car
- 1974: Fireball / Saratoga Suzie
- 1974: Love’s Melody / Two Time Twister
- 1974: Please, Please, Please / Daddy Put the Bump (USA)
- 1975: I Fought the Law / Cherry Pie
- 1975: I Fought the Law / Something’s Going On // Jumpin’ in the Fire / Here Comes the Night (EP, NL; in F unter dem EP-Titel Jumpin’)